# ونکلو (کنتاکی)
ونکلو، کنتاکی (به انگلیسی: Vancleve, Kentucky) یک محدوده ثبت‌نشده در ایالات متحده آمریکا است که در شهرستان بریثیت، کنتاکی واقع شده‌است.

## خصوصیات
ونکلو ۲۱۸٫۸۵ متر بالاتر از سطح دریا واقع شده‌است.